# دید ظاهری (فیلم ۲۰۱۵)
دید ظاهری (به هندی: Drishyam) یا گول ظاهر را نخور فیلمی محصول سال ۲۰۱۵ و به کارگردانی نیشیکانت کامات است. در این فیلم بازیگرانی همچون اجی دیوگن، تابو، شریا سارن، ایشیتا داتا، مرونال جادهاو و راجات کاپور ایفای نقش کرده‌اند. این فیلم تحسین بسیاری از منتقدان را در داخل وخارج هند برانگیخت.
این فیلم بازسازی فیلم دید ظاهری به زبان مالایالم می‌باشد. دنباله این فیلم با نام ظاهر فریبنده ۲ در سال ۲۰۲۲ به نمایش درآمد.

## داستان
مردی به نام ویجی سالگونکار (اجی دیوگن) که سواد ندارد و از راه دیدن فیلم اطلاعات خوبی دارد، یک دختر بی سرپرست به نام آنجو را پیدا می‌کند و او را به فرزندی قبول می‌کند. سال‌ها بعد ویجی با زنی به نام ناندینی (شریا سارن) ازدواج می‌کند و با دختر خودش و همچنین دختر خوانده اش آنجو یک خانواده چهار نفره دارد، همچنین ویجی یک کلوپ کرایه فیلم دارد و همه فیلم‌ها را می‌بیند. یک روز آنجو با اجازه پدر و مادرش به اردوی دانش آموزی می‌رود، در این اردو پسری به نام سم که پسر فرماندار است هم حضور دارد.سم از آنجو به صورت پنهانی و بدون اطلاع از حمام کردنش فیلم می‌گیرد و او را تهدید می‌کند تا خواسته او را بپذیرد و در ساعتی مشخص شده در پشت خانه شان با او وارد رابطه شود، تا فیلم منتشر نکند. آنجو ناندینی را مطلع می‌کند و وقتی سم متوجه این می‌شود می خواهد فیلم را منتشر کند که ناندینی از سم خواهش می‌کند که این کار را نکند سم در عوض تصمیم می‌گیرد با ناندینی وارد رابطه جنسی شود تا فیلم را منتشر نکند اما ناگهان آنجو عصبانی میشود و بین آنها و سم درگیری رخ میدهد و سم را میکشند.
ویجی روز بعد به خانه می‌آید و متوجه ماجرا می‌شود او با تجربه‌ای که از دیدن فیلم‌ها به دست آورده است طوری صحنه‌سازی می‌کند تا کسی نتواند دختر خوانده اش را به قتل متهم کند. اما مادر سم زنی سر سخت به نام مرا دشموک است که رئیس پلیس است. رئیس پلیس با استفاده از تجربه و قدرت خود تحقیقات گسترده‌ای آغاز می‌کند اما نمی‌تواند جسد را پیدا کند و ویجی را متهم کند. مرا حتی به شکنجه اعضای خانواده ویجی و فرزندانش هم روی می‌آورد اما فایده‌ای ندارد و دیدن این همه فیلم باعث شده تا ویجی نقشه ماهرانه و بی نقصی بکشد. در پایان با ثابت نشدن قتل، خانواده ویجی و خود او آزاد می‌شوند. و ویجی موفق می‌شود از خانواده اش محافظت کند و دیگران نتوانند آنها را متهم و گرفتار کنند.